# Teoria do significado

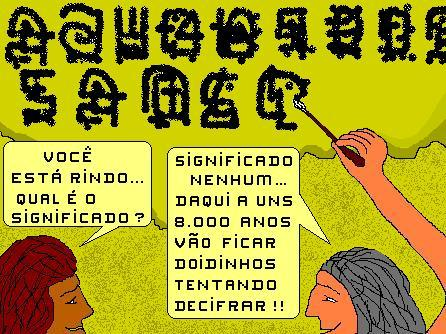
"Teorias que explicam, ou não, os significados das expressões de uma linguagem."

Em filosofia da linguagem, existem dois tipos principais de teoria do significado: a teoria fundamental e a teoria semântica. Entretanto, a expressão "teoria do significado" figura, de uma forma ou de outra, em um grande número de disputas filosóficas durante a última metade do século XX. Infelizmente, este termo também tem sido usada para significar um grande número de coisas diferentes.
O primeiro tipo de teoria, uma teoria semântica, é uma teoria que designa os conteúdos semânticos das expressões de uma língua. As abordagens das teorias semânticas podem ser divididas conforme elas atribuam ou não proposições aos significados das frases e, se o fazem, qual é a visão que nos levam a ter sobre a natureza de tais proposições.[carece de fontes?]
O segundo tipo de teoria, a teoria fundamental de significado, é uma teoria que afirma os fatos em virtude dos quais as expressões têm o conteúdo semântico que têm. As abordagens da teoria fundamental de significado podem ser divididas em teorias que explicam e teorias que não explicam os significados das expressões de uma linguagem utilizada por um grupo, em termos do conteúdo dos estados mentais dos membros desse grupo.

## Dois tipos de teoria do significado
Filósofos não têm sido capazes de consistentemente manter as duas questões separadas. Eles concordam que há claramente uma distinção entre as questões "Qual é o significado do símbolo (para uma determinada pessoa ou grupo) disto ou aquilo?" e "Em virtude de quais fatos, incidentes sobre a pessoa ou sobre o grupo, o símbolo tem esse significado?
Em Semântica Geral, escreveu David Lewis:
Faço distinção entre dois tópicos: primeiro, a descrição de possíveis linguagens ou gramáticas como sistemas semânticos abstratos por meio dos quais os símbolos são associados a aspectos do mundo; segundo, a descrição dos fatos psicológicos e sociológicos por meio dos quais um determinado sistema abstrato semântica é o utilizado por uma pessoa ou população. Só haverá confusão se esses dois tópicos forem misturados.  
Correspondendo às duas questões estão dois tipos diferentes de teoria do significado. Um tipo de teoria do significado, a teoria semântica, é uma especificação dos significados das palavras e frases de um dado sistema de símbolos. Teorias semânticas, portanto, respondem à pergunta, "Qual é o significado desta ou daquela expressão?" Um tipo distinto de teoria, a teoria fundamental do significado, tenta explicar o que (em alguma pessoa ou grupo) dá aos símbolos de sua língua os significados que eles têm. Para ter certeza, a forma de uma teoria semântica correta pode colocar restrições sobre uma correta teoria fundamental de sentido, ou vice-versa, mas isso não muda o fato de que as teorias semânticas e teorias fundamentais são simplesmente diferentes tipos de teorias, concebida para responder a diferentes perguntas.
Vale a pena notar que uma tradição de destaque na filosofia da linguagem nega que há fatos sobre os significados das expressões linguísticas. Se esse tipo de ceticismo sobre o significado está correto, então não há nem uma verdadeira teoria semântica e nem uma verdadeira teoria fundamental do significado a ser encontrada, uma vez que o tipo de fatos relevantes simplesmente não estão ao redor para poderem ser designados ou analisado.

## Teorias semânticas
As Teorias semânticas são aquelas que incluem teorias de semântica proposicional e teorias de semântica não proposicional.

### Semântica proposicional
A questão central sobre a forma correta de uma teoria semântica diz respeito à natureza do significado de uma expressão e o trabalho da semântica é conectar expressões com as entidades que são seus significados. Porque a entidade que corresponde a uma sentença é chamada de proposição, alguns filósofos chamam esta de teoria semântica proposicional. 
- A teoria da referência[nota 2] é uma teoria que, como uma teoria semântica proposicional, junta as expressões de uma língua com determinados valores. No entanto, ao contrário de uma teoria semântica, uma teoria da referência não associa expressões com seus significados; ao invés, ela combina expressões com a contribuição que essas expressões fazem para a determinação dos valores de verdade de sentenças em que elas ocorrem[9].  Esta interpretação da teoria da referência é feita com base na tentativa de Gottlob Frege para formular uma lógica suficiente para a formalização de inferências matemáticas[10][11]. A construção de uma teoria de referência deste género é melhor ilustrado por exemplo começando com o de nomes próprios. Considere as seguintes frases:

1. Lula foi presidente do Brasil.
2. Mario Soares foi presidente do Brasil.

(1) é verdadeira, e (2) é falsa. Obviamente, esta diferença de valor de verdade é feita com base em alguma diferença entre as expressões 'Lula' e 'Mario Soares'. E sobre essas expressões, o que explicaria a diferença de valor de verdade entre essas frases? É muito plausível que é o fato de que 'Lula' refere ao homem que era o presidente do Brasil, ao passo que 'Mario Soares' aponta para um homem que não foi. Isso indica que a referência de um nome próprio (a sua contribuição para a determinação das condições de verdade das frases em que ocorre) é o objeto para o qual esse nome significa.
- Teorias das teorias de referência versus semântica[nota 3] [12]
- Relação entre conteúdo e referência [13]
- Caráter e conteúdo, contexto e circunstância [14][15][16]
- Semântica dos mundos possíveis [17]
- Proposições russellianas [18]
- Proposições fregenianas [19][20][21]

Semântica não proposicional:
- O programa Davidsoniano[22]
- Internalista semântica de Chomsky [23]

## Teorias fundamentais de significado
Teorias fundamentais incluem as teorias mentalísticas e não mentalísticas.
Mentalísticas:
- Programa de Paul Grice[24]
- Sentido, crença e convenção[nota 4] [25]
- Teoria baseadas em representação mental[nota 5] [26][27][28]

Não mentalísticas:
- Origem causal[nota 6] [29]
- Maximização - verdade e o princípio da caridade [30][31][32]
- Regularidades no uso [33]
- Normas sociais[nota 7] [34]

## Teóricos importantes
- John Langshaw Austin
- Roland Barthes
- Rudolf Carnap
- Noam Chomsky
- Eugenio Coşeriu
- Umberto Eco
- Gottlob Frege
- Paul Grice
- William James
- Saul Kripke
- Bertrand Russell
- John Searle
- Peter Frederick Strawson
- Ludwig Wittgenstein